# Luís Nicolau Fagundes Varela
Luís Nicolau Fagundes Varela, cunoscut, mai ales, doar ca Fagundes Varela (n. 17 august 1841 – d. 18 februarie 1875) a fost poet romantic brazilian, adept al mișcării artistice cunoscută ca "Ultra-Romantism".
Luís Nicolau Fagundes Varela este patronul scaunului al 11-lea al Academiei Braziliene de Litere.

## Biografie

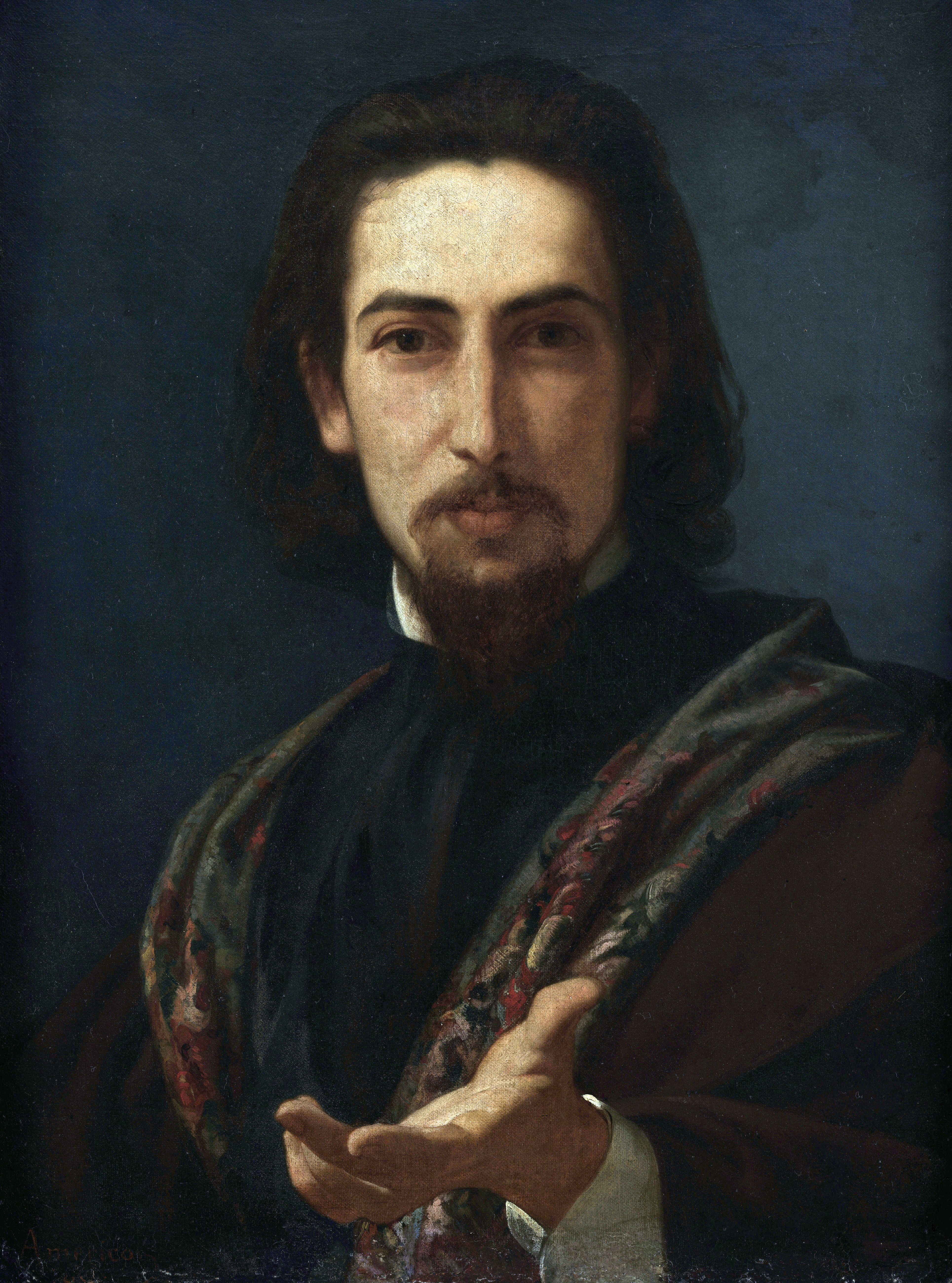
Portret al lui Fagundes Varela, realizat de Pedro Américo.

Luís Nicolau Fagundes Varela s-a născut în Rio Claro din statul Rio de Janeiro în 1841, ca fiu al magistratului Emiliano Fagundes Varela și al Emíliei de Andrade. Și=a petrecut cea mai mare parte a copilăriei la ferma unde s-a născut. Ulterior, împreună cu părinții săi, s-au mutat în foarte multe locuri diferite, printre care este demn de menționat orașul Catalão, Goiás, unde l-a cunoscut pe Bernardo Guimarães.
Reîntors la Rio de Janeiro, familia a locuit în Angra dos Reis și Petrópolis, unde și-a terminat studiile primare și secundar. În 1859, s-a mutat la São Paulo pentru ca, apoi, în 1862, să se înroleze la Școala de Drept São Francisco a Universității din São Paulo, dar a abandonat studiilepetru a se dedica literaturii și unei vieți boeme. Publicase prima său volum de poezie, intitulat Noturnas (Nocturne), în 1861.
S-a căsătorit cu o artistă de circ din Sorocaba, Alice Guilhermina Luande. Acest fapt a provocat un scandal în familia lui și a înrăutățit starea sa financiară. Cu ea a avut un fiu, Emiliano, care a murit la 3 luni; extrem de deprimat, Fagundes a scris în memoria fiului său mort cel mai cunoscut poem al său, „Cântico do Calvário” (care se găsește în cartea „Cantos e Fantasias”). Despre aceste versuri, Manuel Bandeira a analizat versurile triste ale tatălui poet îndurerat:
| “ | ... una dintre cele mai frumoase și sincere produse ale poeziei în limba portugheză. În ea, prin forța simțirii sincere, Poetul a atins la vârsta de douăzeci de ani o înălțime care, neegalată mai târziu, a rămas ca un izolat, fiind o culme în toată poezia lui. | ” |

Soția sa a murit în 1865 sau 1866, în timp ce Varela se afla în călătorie la Recife. Revenit la São Paulo, s-a înscris din nou la Facultatea de Drept Largo de São Francisco, în 1867, dar mai târziu a abandonat-o din nou. S-a întors apoi la casa lui din Rio Claro, locuind acolo până în 1870. S-a căsătorit din nou, cu verișoara sa Maria Belisária de Brito Lambert, având două fiice și un fiu.
După ce s-a mutat la Niterói împreună cu tatăl său în 1870, el a locuit acolo până la moartea sa, la 8 februarie 1875.

## Importanța lui Fagundes Varela
Unele dintre poeziile lui Varela au o temă neobișnuită pentru ultraromantism, aboliționismul. Din această cauză, el este considerat a fi unul dintre precursorii „Condorismului”, alături de Junqueira Freire, un alt poet ultra-romantic care a vorbit despre aboliționism în unele dintre poeziile sale.

## Opere
- 1861 — Noturnas - Nocturne
- 1864 — Vozes da América - Voci ale Americii
- 1865 — Cantos e Fantasias - Cântece și fantezii
- 1869 — Cantos Meridionais - ''Cântece meridionale
- 1869 — Cantos do Ermo e da Cidade - Cântece de sălbăticie și de oraș
- 1875 — Anchieta, ou O Evangelho na Selva - Anchieta, sau Evanghelia în junglă — (postum)
- 1878 — Cantos Religiosos - Cântece religioase — poeme compilate de Otavio Hudson, prietenul lui Varela, pentru consolarea soției și copiilor acestuia — (postum)
- 1880 — O Diário de Lázaro e Outras Poesias - Jurnalul lui Lazăr și alte poezii — (postum)

## Academia Braziliană de Litere
La cererea lui Lúcio de Mendonça, scaunul său a fost numit în onoarea lui Fagundes Varella. Considerat unul dintre cei mai mari exponenți ai literelor din Brazilia, un bust al său împodobește clădirea sillogeului brazilian (Academiei).